# グレアム・グールドマン

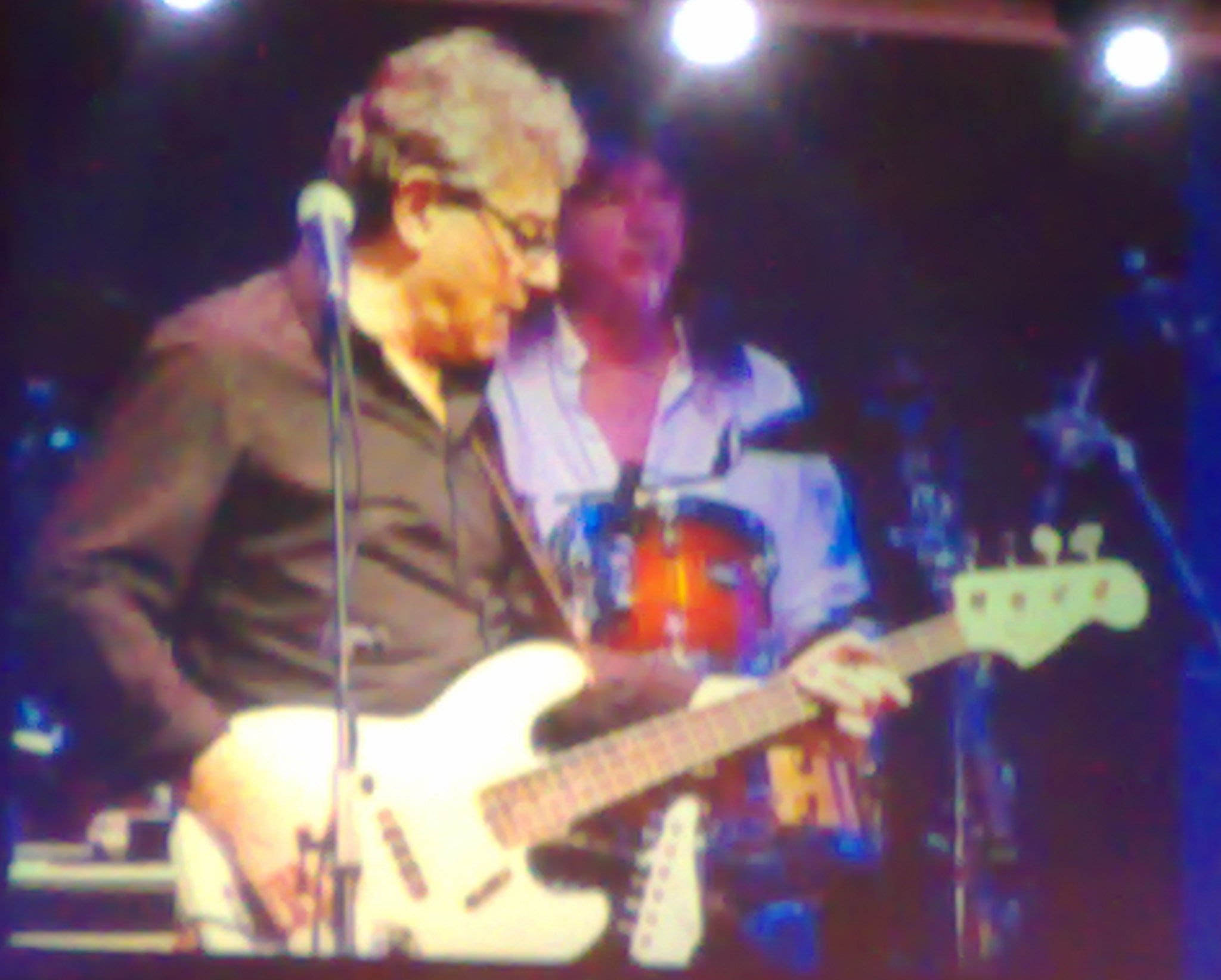
ベースを弾くグレアム・グールドマン

グレアム・グールドマン（Graham Gouldman、1946年5月10日 - ）は、イギリスのミュージシャン、ソングライター、ベーシスト。1960年代は「バス・ストップ」などの作曲家として、1970年代から現在までロックバンド10ccの最も長く在籍しているメンバーとして知られる。日本では名前を「グラハム・グールドマン」と表記されることがあるが、「Graham」の英語圏での発音に忠実な日本語表記は「グレアム」である。

## 来歴
英国ランカシャーのブロートン出身。東欧から移民したユダヤ人一家に生まれる。1960年代には他のバンドに数々の楽曲を提供し、ヤードバーズの「フォー・ユア・ラヴ」、ホリーズの「バス・ストップ」（もともとはハーマンズ・ハーミッツのために用意していたと言われる）は特に有名である。ほかにハーマンズ・ハーミッツ、ウェイン・フォンタナ、ジェフ・ベック、セント・ルイス・ユニオンなどにも楽曲を提供している。
1964年、The Whirlwindsでレコード・デビュー。その後、The Mockingbirds、High Society、Manchester Mobなどを経て1968年にマインドベンダーズへ加入。ほどなく解散するが、そこで出会ったエリック・スチュワートと意気投合。エリックが立ち上げたストロベリー・スタジオの共同出資者となり、やがて旧知のケヴィン・ゴドレイ、ロル・クレームを誘いハウス・バンドとなる。これが発展し、1972年に10ccとしてデビューする。グループでは主にベースとボーカルを担当した。最大のヒット曲「アイム・ノット・イン・ラヴ」を含め、10㏄の全英1位を獲得した3曲の共作者でもある。
1972年から1983年まで10㏄で活動。解散後、1985年からアンドリュー・ゴールドと組んでコモン・ノリッジ（Common Knowledge）、後に改名しWAXを率いる。WAXは1990年の10㏄再結成に伴い活動を停止。1995年のツアー終了後にエリックが離脱すると、1997年からはリック・フェンとGouldman ＆ Fenn of 10㏄名義でライブ活動を開始した。2002年にはGraham Gouldman & Friends名義で10㏄30周年ツアーを実施。現在のような5人編成となり、2005年7月には「10cc - Graham Gouldman and friends」として来日公演を行った。その後は10㏄名義となりメンバーを変えつつ現在までライブ活動を続けている。2013年からはドラムのポール・バージェス以外のメンバーと4人で「Heart Full Of Songs」名義によるアコースティック・ライブも、10㏄のツアーと並行して行っている。
2006年7月にはケヴィン・ゴドレイと一緒に作曲、レコーディングした新曲4曲を、GG/06名義で発表しダウンロード販売している（その後、6曲に）。
2014年、「Songwriters Hall of Fame」殿堂入りを果たした。
2018年、リンゴ・スター&ヒズ・オールスター・バンドに客演。ベース演奏のほか、「トロピカル・ラヴ」「アイム・ノット・イン・ラヴ」「愛ゆえに」でリード・ボーカルを担当した。この客演がきっかけとなり、リンゴは2020年の『Modesty Forbids』にゲスト参加している。
2025年6月、英国政府からMBE（大英帝国勲章5等勲爵士）を授与された。

## ディスコグラフィ

### スタジオ・アルバム
- 『ザ・グレアム・グールドマン・シング』 - The Graham Gouldman Thing (1968年、RCA Victor) ※米国・カナダのみの発売
- 『アニマリンピック』 - Animalympics (1980年、A&M) ※映画『Animalympics』サウンドトラック
- And Another Thing (2000年、Dome)
- Love and Work (2012年、Wienerworld)
- 『プレイ・ナイスリー・アンド・シェア』 - Play Nicely And Share (2017年、Wienerworld) ※EP
- Modesty Forbids (2020年、Lojinx)
- No Words Today (2021年) ※インスト・カバーを集めたチャリティー・アルバム。タイトルは「No Milk Today」のもじり。
- I Have Notes (2024年、Lojinx)

### コンピレーション・アルバム
- 『リッスン・ピープル グレアム・グールドマン・ソングブック 1964-2005』 - Listen People (The Graham Gouldman Songbook 1964-2005) (2017年、Ace)

### シングル
- "Stop Stop Stop (or Honey, I'll Be Gone)" / "Better To Have Loved And Lost" (1966年) – UK Decca F-12334; US (no issue)
- "The Impossible Years" / "No Milk Today" (1968年) – UK (no issue); US RCA Victor 47-9453
- "Upstairs, Downstairs" / "Chestnut" (1968年) – UK RCA 1667; US (no issue)
- "Pamela, Pamela" / "For Your Love" (1968年) – UK (no issue); US RCA Victor 47-9584
- "Windmills of Your Mind" / "Harvey's Theme" (as The Graham Gouldman Orchestra) (1969年) – UK Spark SRK-1026; US (no issue)
- "Nowhere to Go" / "Growing Older" (1972年) – UK CBS 7729; US (no issue)
- "Sunburn" / "Think about It" (1979年) – UK MERCURY SUNNY 1 UK #52
- "Love's Not for Me(Rene's Song)" / "Bionic Boar"（1980年） – UK MERCURY MER 7
- "Dancing Days" / "Heart Full of Soul" / "Just Another Day"（2000年） – UK DOME DCFYL 301
- "Floating in Heaven" ※with ブライアン・メイ